# Idyellopsis
Idyellopsis är ett släkte av kräftdjur som beskrevs av Lang 1948. Idyellopsis ingår i familjen Tisbidae.
Släktet innehåller bara arten Idyellopsis typica.